# Национальная библиотека Румынии
Национальная библиотека Румынии (рум. Biblioteca Națională a României) — крупнейшая и старейшая библиотека Румынии, расположенная в Бухаресте. Библиотека имеет свои филиалы в городах Алба-Юлия и Крайова.

## История
Библиотека уходит своими корнями в библиотеку колледжа Святого Саввы, которая была открыта в 1859 году, когда 1000 книг на французском языке были помещены в архив. После объединения Румынии в единое государство в том же году библиотека получает национальный статус (Национальная и Центральная библиотека рум. Bibliotecă Naţională şi Bibliotecă Centrală). В 1864 году она стала называться Центральной библиотекой государства (рум. Biblioteca Centrală a Statului).
В 1901 году все собрания библиотеки были переданы в ведение Румынской академической библиотеки, в результате с 1901 по 1955 год последняя носила национальный статус. В 1955 году же была организована Государственная центральная библиотека, ставшая национальной. В 1989 году после падения коммунистического режима библиотека была переименована в своё нынешнее название.